# Бернадетте Рендалл
Бернадетте Рендалл (англ. Bernadette Randall; нар. 27 вересня 1965) — колишня австралійська тенісистка.
Найвищим досягненням на турнірах Великого шолома було 2 коло в одиночному та змішаному парному розрядах.

## Юніорські фінали турнірів Великого шолома

### Дівчата, парний розряд: 3 (2–1)
| Результат | Рік  | Турнір                                 | Покриття | Партнерка    | Суперниці                            | Рахунок       |
| --------- | ---- | -------------------------------------- | -------- | ------------ | ------------------------------------ | ------------- |
| Поразка   | 1982 | Відкритий чемпіонат США з тенісу       | Тверде   | Енн Галберт  | Пенні Барг Бет Герр                  | 6–1, 5–7, 6–7 |
| Перемога  | 1983 | Відкритий чемпіонат Австралії з тенісу | Тверде   | Кім Стаунтон | Дженні Бірн Дженін Томпсон           | 6–3, 6–3      |
| Перемога  | 1983 | Відкритий чемпіонат США з тенісу       | Тверде   | Енн Галберт  | Наталія Рева Лариса Савченко-Нейланд | 6–4, 6–2      |

## Фінали за кар'єру

### Одиночний розряд (2–0)
| Результат | Ранг | Дата           | Турнір                         | Покриття | Суперниця       | Рахунок  |
| --------- | ---- | -------------- | ------------------------------ | -------- | --------------- | -------- |
| Перемога  | 1.   | 30 травня 1982 | Глазго, Велика Британія        | Трава    | Елізабет Мінтер | 3–1 ret. |
| Перемога  | 2.   | 16 липня 1983  | Фрінтон-он-Сі, Велика Британія | Трава    | Вікі Марлер     | 6–2, 6–3 |

### Парний розряд (4–0)
| Результат | Ранг | Дата             | Турнір                  | Покриття | Партнерка       | Суперниці                       | Рахунок          |
| --------- | ---- | ---------------- | ----------------------- | -------- | --------------- | ------------------------------- | ---------------- |
| Перемога  | 1.   | 29 травня 1982   | Глазго, Велика Британія | Трава    | Елізабет Мінтер | Кім Седдон Мері-Енн Колвілл     | 6–2, 7–5         |
| Перемога  | 2.   | 28 березня 1983  | Таранто, Італія         | Ґрунт    | Елізабет Мінтер | Сабрина Голеш Рената Шашак      | 7–5, 6–1         |
| Перемога  | 3.   | 21 жовтня 1983   | Голд-Кост, Австралія    | Тверде   | Неріда Грегорі  | Дженні Бірн Аманда Тобін        | 7–6, 7–6         |
| Перемога  | 4.   | 4 листопада 1988 | Мельбурн, Австралія     | Тверде   | Наталія Лайпес  | Крістін Годрідж Елена Пампулова | 6–4, 6–7(5), 6–2 |